# Argynnis formosicola
Argynnis formosicola är en fjärilsart som beskrevs av Matsumura 1927. Argynnis formosicola ingår i släktet Argynnis och familjen praktfjärilar. Inga underarter finns listade i Catalogue of Life.